# Tillandsia mezii
Espèce
Classification phylogénétique
Tillandsia mezii André ex Mez est une plante de la famille des Bromeliaceae.
Le terme mezii est une auto-dédicace à l'auteur du taxon. Ceci n'est cependant pas une marque de mégalomanie mais s'explique par le fait que Mez a publié les données d'une plante récoltée, décrite et nommée par E. André dans un courrier adressé par celui-ci à Mez.

## Protologue et Type nomenclatural
Tillandsia mezii André ex Mez, in C.DC., Monogr. Phan. : 738 (1896)
Diagnose originale :
« foliis dense rosulatis, supra densissime subtus laxius lepidibus conspicuis, adpressis tessellatis, haud undulatis ; inflorescentia scapo glabriusculo v. paullo lepidoto elata, erecta, nunc simplicissima disticha flabellata nunc furcata e spicis 2 flabellatis composita ; bracteis imbricatis, flores manifeste superantibus ; floribus erectis ; sepalis liberis, valde asymmetricis ; petalis albidis, stamina longe superantibus ; stylo quam ovarium 5-6-plo longiore. »
Type : Mez cite deux spécimens sans désigner lequel il choisit comme type. Étant donné le contexte, il s'agit probablement de l'exemplaire collecté par André mais la désignation n'est pas explicite.

- leg André, n° 4502 ; "Ecuador, prope Riobamba, alt. 3500 m." ; Herb. André.

- leg Lehmann ; "ad Loxa" ; Herb. Berol., Kew.

## Synonymie

### Synonymie nomenclaturale
- Tillandsia seemannii var. mezii (André ex Mez) L.B.Sm.

### Synonymie taxonomique
- Caraguata pulchella André[1]

## Écologie et habitat
- Biotype : plante vivace herbacée ; épiphyte[1].
- Habitat : ?
- Altitude : 3500 m[1].

## Distribution
- Amérique du sud :
  -  Équateur
    - Chimborazo[1]